# Xã America, Quận Brule, South Dakota
Xã America (tiếng Anh: America Township) là một xã thuộc quận Brule, tiểu bang Nam Dakota, Hoa Kỳ. Năm 2010, dân số của xã này là 67 người.